# Comuna Muntenii de Jos, Vaslui
Muntenii de Jos este o comună în județul Vaslui, Moldova, România, formată din satele Băcăoani, Mânjești, Muntenii de Jos (reședința) și Secuia.

## Demografie
Componența etnică a comunei Muntenii de Jos
     Români (90,88%)
     Alte etnii (0,59%)
     Necunoscută (8,53%)
Componența confesională a comunei Muntenii de Jos
     Ortodocși (89,83%)
     Alte religii (1,12%)
     Necunoscută (9,05%)
Conform recensământului efectuat în 2021, populația comunei Muntenii de Jos se ridică la 4.090 de locuitori, în creștere față de recensământul anterior din 2011, când fuseseră înregistrați 3.584 de locuitori. Majoritatea locuitorilor sunt români (90,88%), iar pentru 8,53% nu se cunoaște apartenența etnică. Din punct de vedere confesional, majoritatea locuitorilor sunt ortodocși (89,83%), iar pentru 9,05% nu se cunoaște apartenența confesională.

## Politică și administrație
Comuna Muntenii de Jos este administrată de un primar și un consiliu local compus din 13 consilieri. Primarul, Paul-Iulian Lazăr[*], de la Partidul Național Liberal, este în funcție din octombrie 2020. Începând cu alegerile locale din 2024, consiliul local are următoarea componență pe partide politice:
|  | Partid                          | Consilieri | Componența Consiliului | Componența Consiliului | Componența Consiliului | Componența Consiliului | Componența Consiliului | Componența Consiliului | Componența Consiliului | Componența Consiliului | Componența Consiliului |
|  | ------------------------------- | ---------- | ---------------------- | ---------------------- | ---------------------- | ---------------------- | ---------------------- | ---------------------- | ---------------------- | ---------------------- | ---------------------- |
|  | Partidul Național Liberal       | 9          |                        |                        |                        |                        |                        |                        |                        |                        |                        |
|  | Partidul Social Democrat        | 3          |                        |                        |                        |                        |                        |                        |                        |                        |                        |
|  | Alianța pentru Unirea Românilor | 1          |                        |                        |                        |                        |                        |                        |                        |                        |                        |